# Carmen Pomiès
Pour les articles homonymes, voir Pomiès.

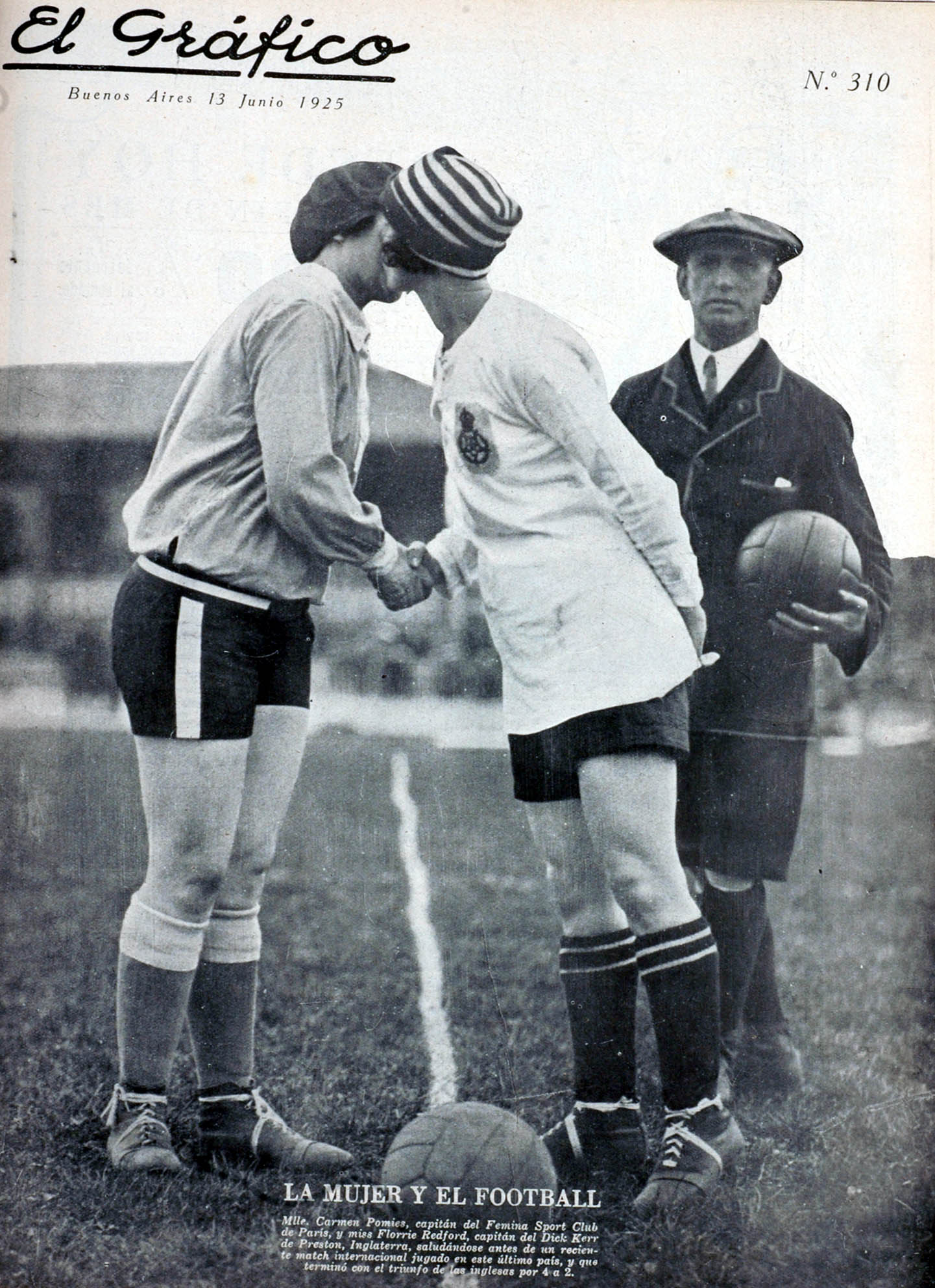
Carmen Pomiès et Florrie Redford en couverture du magazine argentin El Gráfico du 13 juin 1925.

Carmen Pomiès, née le 29 septembre 1900 à Paris et morte le 29 septembre 1982 à Champcueil, est une athlète spécialiste du javelot et footballeuse internationale.

## Biographie
Carmen Charlotte Marianne Pomiès est la fille de Charles Pomiès, employé de commerce, ancien élève de l'école municipale des Beaux-Arts du Havre et d'Adèle Guignard. Ses aïeux paternels étaient des artistes lyriques, son grand-père Joseph-Félix Pomiès (1837 Bruges, Belgique - 1893 Roubaix, Nord), était un musicien et son épouse Marie Incarnation Lucile dite Lucie Garcia Lopez (1840 Madrid, Espagne) était une danseuse et comédienne.
Elle est la sœur de Georges Pomiès (1902-1933), chanteur, danseur et acteur, et d'Hélène (1897-1963), traductrice, auteur et pianiste.
Engagée dans les épreuves d'athlétisme des Olympiades féminines à Monte-Carlo, elle remporte la médaille de bronze du javelot en 1921, derrière sa compatriote Violette Morris qui prend l'or.
Elle pratique également le football, occupant le poste de demi-centre au sein de l'équipe de France féminine de football, accède au capitanat de l'équipe nationale en succession de Madeleine Bracquemond, puis devient entraîneuse du C.A. Montrouge.
Elle entretient des liens amicaux outre-manche, avec la Britannique Florrie Redford (en).
Pendant la Seconde Guerre mondiale, elle est membre de la résistance intérieure (FFI) à Paris et renseigne le Conseil national de la Résistance.
Après guerre, elle prend le premier paquebot en partance pour New-York, où elle restera quelque temps.
Elle est morte à l'âge de 82 ans.

## Sources
- Chris Rowe: Carmen Pomiès. Football legend and heroine of the French Resistance. Pen & Sword, Barnsley / Philadelphia 2022,  (ISBN 978-1-39909-170-1)